# Hortensia Soto
Hortensia Soto-Johnson es una educadora de matemáticas mexicano-estadounidense y profesora de matemáticas en la Universidad Estatal de Colorado, Estados Unidos.

## Biografía

### Primeros años
Soto nació en una casa de adobe en Belén del Refugio, que forma parte del municipio de Teocaltiche en Jalisco, México. Su familia se mudó a una granja cerca de Morrill, Nebraska cuando ella tenía un año, y creció en Nebraska. Su talento para las matemáticas fue alentado en la escuela primaria y reconocido en la secundaria; ya a esa edad fue llamada a actuar como profesora suplente de matemáticas.
Tiene una licenciatura en matemáticas y una maestría en educación matemática de Chadron State College en Nebraska, obtenidas en 1988 y 1989 respectivamente. Obtuvo una segunda maestría en matemáticas por la Universidad de Arizona en 1994 y completó su Ph.D. en matemáticas educativas en la Universidad de Colorado del Norte en 1996.

### Trayectoria
Soto trabajó en la Universidad de Colorado del Sur de 1989 a 1992 como directora del Centro de Aprendizaje de Matemáticas. En 1995, se convirtió en profesora asistente de matemáticas en la universidad, donde obtuvo una plaza como profesora asociada en 2001; la universidad se hizo conocida como Colorado State University – Pueblo en 2003. En 2005 se mudó a la Universidad del Norte de Colorado, dando un paso hacia abajo para convertirse en profesora asistente nuevamente. Fue ascendida a profesora asociada en 2008 y a profesora titular en 2014, antes de trasladarse a la Universidad Estatal de Colorado como profesora de matemáticas.
En la Universidad del Norte de Colorado, Soto fundó y dirigió un programa de verano para niñas de secundaria, Las Chicas de Matemáticas: Campamento de Matemáticas UNC para Mujeres Jóvenes, desde 2008 hasta 2014, y regresó a la zona rural de Nebraska. para participar en un programa de formación docente allí, Math in the Middle. Es miembro del Proyecto NExT y ha sido gobernadora de la Sección de las Montañas Rocosas de la Asociación Matemática de América . También es investigadora principal del proyecto Embodied Mathematical Imagination & Cognition.

## Reconocimientos
En 2001, Chadron State College le otorgó a Soto su premio Distinguished Young Alumni Award.
En 2012, la Mathematical Association of Americaa (MAA) le otorgó a Soto su Premio al Servicio Meritorio. Fue la ganadora en 2016 del Premio a la Enseñanza Distinguida Burton W. Jones de la Sección de las Montañas Rocosas de la MAA, y una de las ganadoras en 2018 de los Premios Deborah y Franklin Haimo a la Universidad Distinguida. Enseñanza de las matemáticas.